# Lehmkuhle (Remscheid)
Lehmkuhle ist ein Wohnplatz im Südosten der bergischen Großstadt Remscheid in Nordrhein-Westfalen.

## Lage und Beschreibung
Lehmkuhle liegt in dem statistischen Stadtteil Trecknase des Stadtbezirks Lennep an der Bundesstraße 51 südlich von Lennep auf der Wasserscheide zwischen der Wupper (via Lenneper Bach und Feldbach), dem Eschbach und des Morsbachs (letztere ebenfalls im Flusssystem der Wupper). Weitere Nachbarorte sind die Wohnplätze und Hofschaften Neuenweg, Greuel, Rotzkotten, Leverkusen und Stöcken.
Lehmkuhle besteht aus mehreren Siedlungsstellen auf einer Strecke von rund 700 m entlang der Bundesstraße, die auf der Topographischen Aufnahme der Rheinlande von 1824 und auf der Preußischen Uraufnahme von 1844 als Lehmkuhle und Auf der Lehmkuhle eingezeichnet sind. Die Trasse der stillgelegten Bahnstrecke Wuppertal-Oberbarmen–Opladen („Balkanexpress“) führt parallel zur Bundesstraße ebenfalls an Straßensiedlung vorbei.
An die größte und nördlichste Siedlungsstelle der Straßensiedlung sind die Wohngebiete am Höhenweg und das Gewerbegebiet Trecknase herangerückt, so dass diese Ortslage nicht mehr als eigenständiger Wohnplatz wahrnehmbar ist.

## Geschichte
1815/16 lebten 66 Einwohner im Ort. 1832 war Lehmkuhle Teil der altbergischen Landgemeinde Fünfzehnhöfe, die der Bürgermeisterei Wermelskirchen angehörte. Der laut der Statistik und Topographie des Regierungsbezirks Düsseldorf als Wirthshaus und Ackergut bezeichnete Ort besaß zu dieser Zeit eine Schule, neun Wohnhäuser und acht landwirtschaftliche Gebäude. Zu dieser Zeit lebten 79 Einwohner im Ort, davon sechs katholischen und 73 evangelischen Glaubens.
Im Gemeindelexikon für die Provinz Rheinland werden für das Jahr 1885 13 Wohnhäuser mit 89 Einwohnern angegeben. Der Ort gehörte zu dieser Zeit zur  Bürgermeisterei Fünfzehnhöfe innerhalb des Kreises Lennep. 1895 besitzt der Ort zwölf Wohnhäuser mit 70 Einwohnern, 1905 zwölf Wohnhäuser und 68 Einwohner. 1906 wurde die Bürgermeisterei Fünfzehnhöfe mit Lehmkuhle in die Stadt Lennep eingemeindet, die 1929 ihrerseits in Remscheid eingemeindet wurde. 
Am Wohnplatz vorbei wurde in den Jahren 1773–78 die Chaussee von Köln nach Lennep neu trassiert, die heutige Bundesstraße 51, die zwischen Wermelskirchen und Lennep den alten Heerweg Köln–Dortmund, eine mindestens frühmittelalterliche Altstraße, ersetzte. Aber auch vorher führte in der frühen Neuzeit die Bergische Eisenstraße, ein regional wichtiger Transportweg für Roheisen aus dem Siegener Raum, durch den Ort. Diese Altstraße ist auf der Topographia als Ÿſer-Stras eingezeichnet.